# 2021年最佳航空公司安-26空难
2021年11月2日，南苏丹的最佳航空公司（Optimum Aviation）的一架安-26飞机从朱巴国际机场起飞后坠毁。机上5人（2名俄罗斯人、2名苏丹人和1名南苏丹人）全部遇难。

## 航空公司
最佳航空公司（Optimum Aviation）1986年成立，执飞货机与包机，总部位于南苏丹朱巴。

## 飞行航班
机上携带28桶航空燃油。当地时间10:33从13号跑道起飞爬升中，机组宣布Mayday紧急情况，5分钟后飞机在白尼罗河附近失事，在跑道尽头1.29公里处飞机撞地导致燃油起火爆炸。